# Ammasso del Leone
L'Ammasso del Leone (Abell 1367) è un ammasso di galassie situato a 290 milioni di anni luce dalla Terra, nella costellazione del Leone. Insieme all'Ammasso della Chioma è uno dei due maggiori ammassi del Superammasso della Chioma. Fanno parte dell'ammasso un centinaio di galassie, la più brillante delle quali è la galassia ellittica NGC 3842.
L'astronomo statunitense Halton Arp ha scoperto tre quasar nell'Ammasso del Leone.

## Membri principali
- NGC 3837
- NGC 3842
- NGC 3844
- NGC 3845
- NGC 3851
- NGC 3860
- NGC 3861
- NGC 3862
- NGC 3864
- NGC 3883
- NGC 3884
- UGC 6697